# Залізна ластівка
«Залізна ластівка» — третій студійний альбом українського гурту The Hardkiss, що вийшов 2018 року.
Концептуальна платівка, присвячена темам космосу та кохання. Назва роботи символізує як живого птаха, так і космічний корабель, що рухається до своєї мети. Уперше в історії гурту, що до того переважно співав англійською, більшість пісень було виконано українською мовою. Альбом містить 17 композицій у жанрі попроку, де поєднуються гітарна та електронна музика, ліричні композиції та енергійні пісні, а також чотири мелодекламації віршів, написаних вокалісткою Юлією Саніною[⇨].
Презентація альбому відбулася в київському Палаці спорту та стала найбільшим сольним концертом The Hardkiss, зібравши 10 тис. глядачів. Концертний тур «Залізна ластівка» 2018—2019 року складався з 39 концертів у 6 країнах світу[⇨]. На вісім пісень з альбому було знято відеокліпи: «Журавлі», «Кораблі», «Мелодія», «Free Me», «Коханці», «Серце», «Хто, як не ти» та «00:00»[⇨].
Альбом «Залізна ластівка» визнано одним із головних українських музичних релізів 2018 року. Платівка принесла The Hardkiss національні премії YUNA та «Золота жар-птиця» у номінаціях за найкращий альбом, найкраще концертне шоу, найкращу пісню українською мовою та найкращу баладу року[⇨].

## Хронологія створення

### Передісторія
Історія гурту The Hardkiss розпочалася наприкінці 2000-х років, коли 18-річна джазова та естрадна співачка Юлія Саніна познайомилася з продюсером Валерієм Бебком. Спочатку вони створили дует Val & Sanina, що виконував російськомовні пісні. За рекомендацією продюсерів Володимира Сивоконя та Стаса Тітунова дует почав співати англійською мовою, маючи на меті досягти міжнародного успіху. У 2011 році вони зібрали повноцінний склад музикантів та заснували музичний гурт The Hardkiss.
У 2014 році вийшов дебютний альбом гурту Stones and Honey, а у 2015 році — мініальбом Cold Altair. Протягом наступних двох років музиканти випустили низку синглів, а 2016 року отримали музикальну премію YUNA в номінаціях «Кращий рок-колектив» і «Краще концертне шоу», а також здобули перемогу в категорії «Альтернатива» на M1 Music Awards. У квітні 2017 року The Hardkiss представили другий англомовний альбом Perfection is a Lie, що складався з уже відомих пісень гурту.

### Учасники запису
У створенні альбому взяли участь:
The Hardkiss
- Юлія Саніна — спів
- Валерій Бебко — гітара, програмування, аранжування, дизайн
- Клим Лисюк — бас-гітара
- Дмитро Смотров — барабани

Інші
- Віталій Телезін — зведення
- Сергій Добровольський — зведення
- Роман Скоробагатько — мікшування, аранжування
- Ярослав Татарченко — мікшування, аранжування
- Антон Шиферсон — дизайн

### Вихід синглів та альбому
Робота над третім студійним альбомом The Hardkiss тривала близько двох років. Записували пісні музиканти у власній студії, а зводили — на студії Revet Sound. Мастерингом альбому займався саундпродюсер Віталій Телезін (студія «211»). Частина пісень була новою, а деякі були створені задовго до цього.
21 липня 2017 року The Hardkiss представили дебютний сингл «Журавлі» і відеокліп на нього. За словами учасників гурту, ця лірична українськомовна пісня, хоч і відрізнялася від попередніх переважно енергійних та англомовних композицій, не означала зміни музичного стилю колективу. 25 вересня як окремий сингл, не пов'язаний із наступною платівкою, вийшла пісня «Lovers». Другий сингл з майбутнього альбому — українська пісня «Кораблі» — був випущений наприкінці року, разом із відеокліпом.
6 березня 2018 року The Hardkiss оголосили, що їхній новий альбом називатиметься «Залізна ластівка» та вийде в вересні, а його презентація відбудеться в київському Палаці спорту. Як пояснила Юлія Саніна, «залізна ластівка — це і жива істота, птаха, і космічний корабель, який тримає чіткий курс». 21 квітня гурт випустив третій сингл «Мелодія» і кліп на нього, що стали продовженням космічної тематики майбутньої платівки. 2 серпня разом із відеокліпом вийшов четвертий сингл з альбому «Free Me».
Альбом «Залізна ластівка» вийшов 19 вересня 2018 року і був уперше представлений в ефірі радіо NRJ. Нові пісні стали доступними в цифровому форматі на основних стримінгових сервісах та компакт-дисках; вінілове видання вийшло наступного року. Через місяць після релізу, 19 жовтня, гурт представив альбом у київському Палаці спорту, після чого розпочав концертне турне. У грудні The Hardkiss випустили кліп на пісню «Коханці», а в березні 2019 року — завершальний сингл «Серце» та відеокліп на нього.

## Зміст альбому

### Список пісень
Автор слів — Юлія Саніна, автор музики — Юлія Саніна та Валерій Бебко. 
| #   | Назва           | Тривалість |
| --- | --------------- | ---------- |
| 1.  | «Привіт»        | 0:49       |
| 2.  | «Журавлі»       | 2:48       |
| 3.  | «Коханці»       | 4:01       |
| 4.  | «Forever More»  | 3:47       |
| 5.  | «Free Me»       | 3:12       |
| 6.  | «Серце»         | 2:51       |
| 7.  | «Море»          | 1:05       |
| 8.  | «Кораблі»       | 3:23       |
| 9.  | «Де ти є»       | 4:18       |
| 10. | «Does It Feel»  | 4:39       |
| 11. | «Хто, як не ти» | 3:33       |
| 12. | «00:00»         | 4:16       |
| 13. | «Мелодія»       | 3:54       |
| 14. | «Андромеда»     | 1:19       |
| 15. | «Астронавт»     | 3:43       |
| 16. | «Complicity»    | 3:49       |
| 17. | «Бувай»         | 1:30       |

### Структура альбому
«Залізна ластівка» складається з 17 композицій загальною тривалістю 53 хвилини. Чотири пісні вже виходили раніше як сингли («Журавлі», «Кораблі», «Мелодія» та «Free Me»). Ще чотири — це короткі мелодекламації віршів Юлії Саніної («Привіт», «Море», «Андромеда» та «Бувай»). Дев'ять інших композицій є повністю новими.
Альбом розпочинається зі вступу «Привіт», за яким йде пісня «Журавлі», перший сингл з альбому. Слідом за українськомовними «Коханцями» йдуть англомовні композиції «Forever More» (укр. Назавжди) та «Free Me» (укр. Звільни мене). Наступною є сумна пісня «Серце», яку за рівнем ліричності порівнювали з «Журавлями».
Перша інтерлюдія «Море» є вступом до вже відомих «Кораблів». «Де ти є» поєднує звучання «живих» інструментів та синтезаторів, містить запис розмови астронавтів та розказує історію про те, як головну героїню залишила кохана людина. «Does It Feel» (укр. Відчуваєш?) поєднує альтернативний рок, фанк і соул, а «Хто, як не ти» — електронну та гітарну музику. Кульмінацією альбому є пісні «00:00» та «Мелодія».
Після другої інтерлюдії «Андромеда» із речитативом Саніної йде пісня «Астронавт», яка розповідає про закоханого астронавта, що залишився на іншій планеті. Передостанньою композицією є рейвова «Complicity» (укр. Співучасть). Завершує альбом звернення «Бувай», в якому Саніна повторює фразу зі вступу: «Ми не бачились цілу вічність».

### Музика та тексти
Концепція альбому, втілена в назві «Залізна ластівка», полягала в поєднанні несумісного. За словами Юлії Саніної, образ «залізної ластівки» означав як живу істоту, так і космічний корабель. «Легкість і свободу ми поєднали зі сміливістю і силою» — пояснювала співачка. Ще одна інтерпретація назви — це сильна жінка, жінка-космонавт, з якою асоціювала себе фронтвумен The Hardkiss. Ця концепція знайде продовження і в наступному альбомі гурту, який вийде 2021 року та отримає назву «Жива і не залізна».
У порівнянні з попередніми роботами гурту, які поєднували попмузику та хеві-метал, звучання The Hardkiss на «Залізній ластівці» стало ближчим до електронної музики. «Електронна музика може бути різною, у тому числі жорсткою. Драйвові пісні залишилися дуже сильними та потужними, а є ряд ліричних, де жорсткість точно ні до чого» — зауважила Юлія Саніна. Новий реліз гурту відносили до жанру хард-поп, а також відзначали вплив індастріалу, трип-хопу та постпанку. До альбому увійшли як енергійні та ритмічні композиції, так і декілька спокійних і ліричних пісень. Додатковий акцент було зроблено на «атмосферності» звучання: музика містила «космічні» звуки, через що музиканти рекомендували слухати альбом в навушниках. За словами Саніної, тексти на новому альбомі стали більш інтимними, хоча і необов'язково автобіографічними: «Вони — про те, що відчуває жінка». Окрім пісень, до «Залізної ластівки» увійшло декілька віршів: Саніна дуже пишалася цим, бо писала лірику з дитинства та навіть мріяла випустити власну збірку. Найбільш зворушливим фрагментом альбому співачка вважала пісню «Серце», головний герой якої відпускає кохану людину, бо «не може літати настільки ж високо».
«Залізна ластівка» стала першим альбомом гурту, більша частина матеріалу з якого написана українською мовою. До цього колектив переважно співав англійською, але час від часу видавав українськомовні пісні: дебютна платівка Stones and Honey містила пісню «Прірва», а другий альбом Perfection is a Lie — «Антарктида». Також 2014 року колектив брав участь у проєкті «Атмосфера Крушельницької» із піснею «Ой, де ти йдеш», а під час національного відбору на Євробачення-2016 додав до приспіву англомовної «Helpless» рядок «Най встає сонечко». На думку оглядача Karabas.Live Ігоря Панасова, перехід The Hardkiss до співу українською був обумовлений «динамікою самої групи, кон'юнктурою мовників та симпатіями розповсюджувачів статуеток», бо та ж «Прірва» була найпопулярнішою композицією з дебютного альбому, а пісня «Журавлі», перший сингл з нового альбому, стала найбільш популярним кліпом The Hardkiss на YouTube та принесла гуртові нагороди YUNA та «Золота жар-птиця». Юлія Саніна пізніше підтвердила, що гурт свідомо змінив шлях, переорієнтувавшись на українську публіку: «Ми побачили, що україномовні пісні на концертах слухають краще, коли пісню співають разом з нами від початку до кінця. Як би ми не любили з вами англомовну музику, але коли ти розумієш текст від початку до кінця, він тебе зачіпає більше».

## Сингли та відеокліпи
The Hardkiss — «Журавлі»

 The Hardkiss — «Кораблі»

 The Hardkiss — «Мелодія»

 The Hardkiss — «Free Me»

 The Hardkiss — «Коханці»

 The Hardkiss — «Серце»

 The Hardkiss — «Хто, як не ти»

 The Hardkiss — «00:00»
Перший музичний кліп було знято на пісню «Журавлі» (режисер та оператор Валерій Бебко). В центрі чорно-білого відео самотня Юлія Саніна, що ніжно співає пісню та акомпанує собі на акустичній гітарі. У кліпі відтворено ту атмосферу, яка панувала під час створення пісні: Саніна написала її посеред гастролей туру на підтримку альбому Perfection is a Lie, перебуваючи наодинці в номері готелю та приграваючи собі на маленькій гітарі (ще підлітком співачка трохи навчилася грати на інструменті в джазовій музичній школі). Образ співачки у відео мав бути близьким до того, який мали акторки радянського кіно, чого намагалися досягнути завдяки світловим акцентам на її обличчі, очах та гітарі.

Другим вийшов відеокліп на пісню «Кораблі» (режисер Валерій Бебко, оператор Микита Кузьменко). 15-річна Саніна придумала начерки композиції ще до знайомства з Бебком, а на початку 2010-х разом з ним записала інструментальну демоверсію із робочою назвою «Доберман» (на честь однойменного фільму). Лише через сім років до пісні додали український текст і нове аранжування, перетворивши її на «Кораблі». В пісні співається про людину, чиє серце розбите через зраду коханого, а «спалені кораблі» означають втрачену надію. Основним символом кліпу є прапор, який спалюють, щоб пережити біль від зради та позбавитися страждань. Фільмування відбулося на судноремонтному заводі в Чорноморську, де за сприяння директора підприємства гурт зміг відзняти кадри не тільки біля кораблів, але й всередині них: в доці, в трюмі та на капітанському містку.

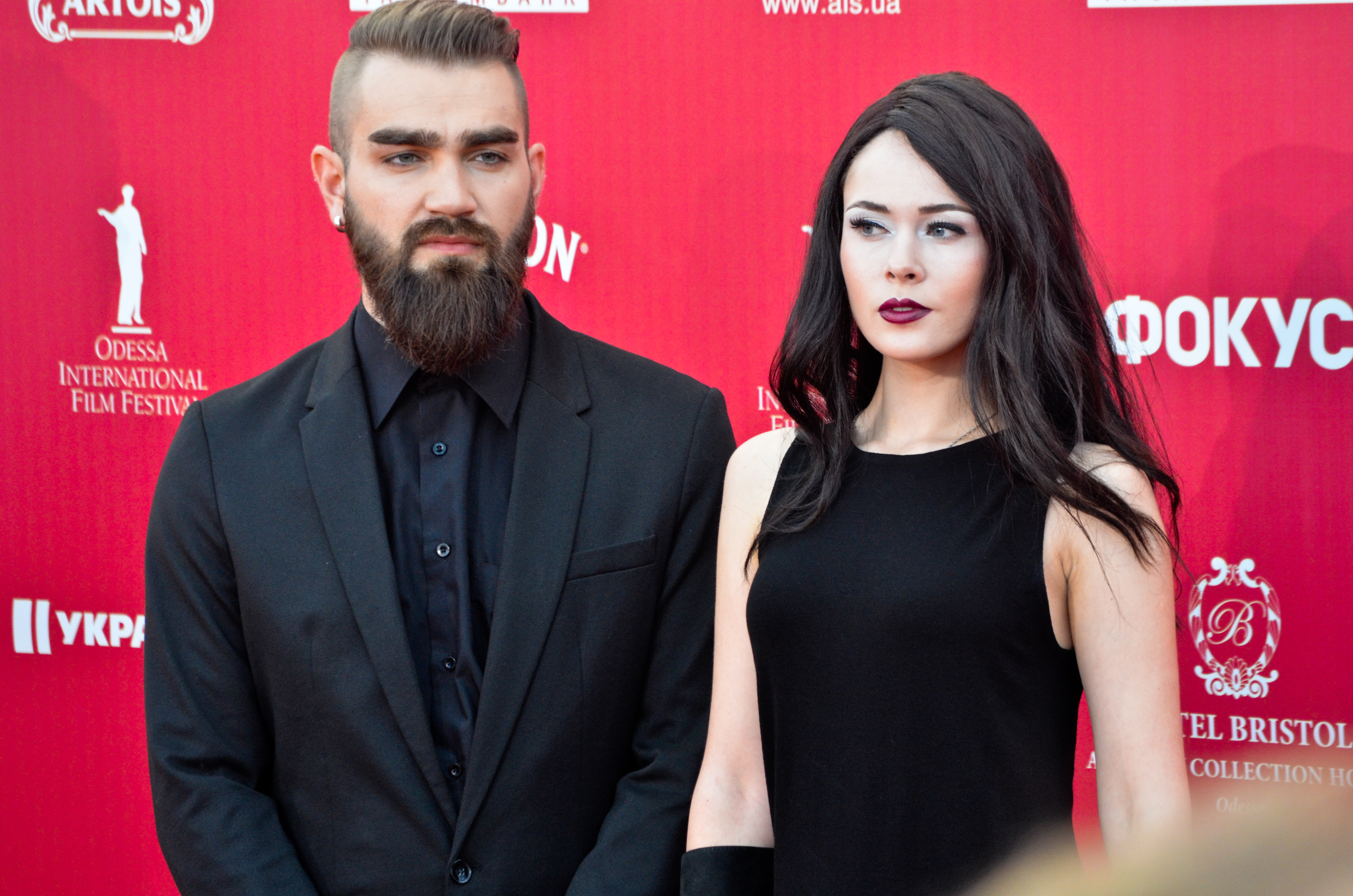
Режисером більшості відеокліпів гурту став чоловік Юлії Саніної, гітарист The Hardkiss Валерій Бебко

Кліп «Мелодія» (режисер Валерій Бебко, оператор Ярослав Пілунський) розповідає історію про кохання, що порівнюється з мелодією, яка у кожного своя: це може бути кохана людина, найкращий друг або діти. Події відео, яке стало втіленням позаземної та позачасової концепції альбому, відбуваються в космосі та на Землі 1950-х років. Юлія Саніна постає в чотирьох різних образах: прибулиця з майбутнього, яку не помічають люди на вулицях; астронавтка, що сидить за столом на космічному човні; астронавтка в скафандрі, яка виходить у відкритий космос; в ролі самої себе разом з іншими музикантами The Hardkiss.
Четвертий відеокліп «Free Me» (режисер Валерій Бебко) було знято на англомовну композицію, яка розповідає драматичну історію про порятунок потопельника. За словами Юлії Саніної, «людина, яка вижила після аварії, вхопилася за уламок і звертається до Бога… вона просить звільнення від усього поганого, від болю, який могла заподіяти іншим». «Free Me» є простішим за попередні кліпи гурту, містить лише кадри із музикантами The Hardkiss, які виконують пісню в студії, та фрагменти їхніх концертних виступів.

Кліп «Коханці» (режисери Валерій Бебко та Інна Грабар, оператор Ярослав Пілунський) знято на пісню про «неприємні розлучення, які траплялися в житті кожного, через що люди схожі один на одного своєю самотністю». Події відео відбуваються в місті-театрі — мегаполісі, який населений людьми, що пройшли через токсичні стосунки. Головна героїня кліпу (Юлія Саніна) звертається до колишнього коханого, який до неї байдужий. Серед інших сюжетних ліній — королева, оточена прикутими хлопцями, які намагаються позбутися кайданів за допомогою молотів, та невинна дівчина в білому, яку мацають чорними брудними руками.

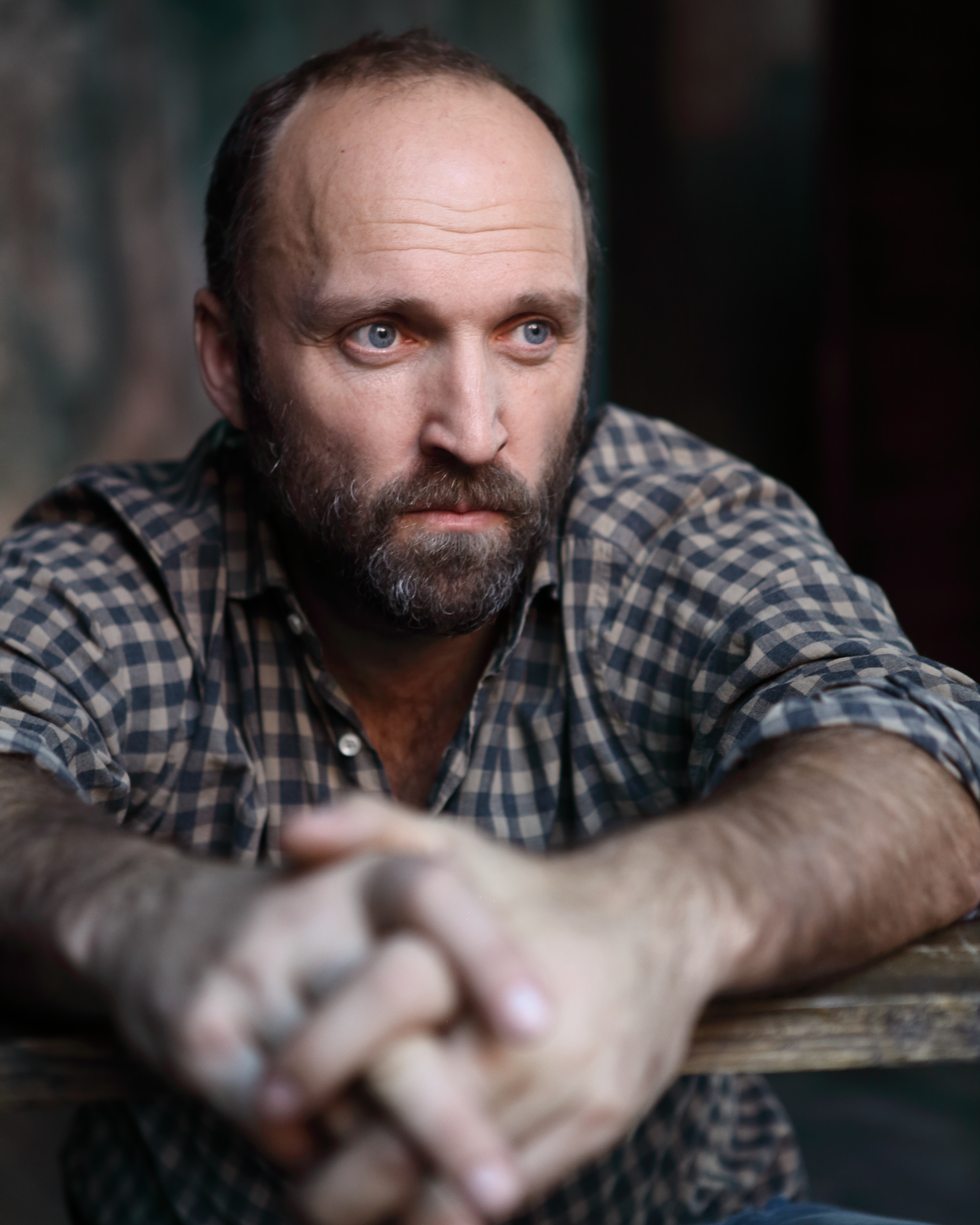
Головну роль в мініфільмі «00:00» зіграв український актор Олександр Кобзар

Кліп на пісню «Серце» (режисери Валерій Бебко та Юлія Саніна, оператор Дмитро Чернявський) було знято під Кам'янцем-Подільським, поряд з руїнами Субіцького скельного монастиря. В мінімалістичному відео Юлія Саніна у незвичному образі — з об'ємною зачіскою та перебинтованими руками — танцює на скельному березі Дністра. У пісні лідерка The Hardkiss розказує драматичну історію про те, як люди не підходять один одному, і один із них самовіддано відпускає іншого. Хореографом-постановником танцю в стилі контемпорарі-денс стала Марина Кущова.
На пісню «Хто, як не ти» було знято відеокліп у форматі «лірик-відео» (режисери Валерій Бебко та Юлія Саніна, оператор Дмитро Перетрутов). Легковажна пісня, написана в Буковелі, розповідає про те, як добре бути жовтим листям, що мчить за вітром. У відеокліпі текст поєднується із десятьма образами Юлії Саніної, створеними командою стилістів The Hardkiss — Славою Чайкою та Віталієм Дацюком.
За п'ять років після виходу «Залізної ластівки», вже після повномасштабного російського вторгнення в Україну, гурт випустив відеокліп на пісню «00:00» (режисер Мітя Бородін, оператор Руслан Богдан). Ідея мініфільму належала актору Олександру Кобзарю, який був вражений розповіддю знайомого про те, як важко працюють працівники енергетичної галузі на Херсонщині. Протягом тижня в селі Посад-Покровське знімальна група документувала повсякденну роботу працівників «Херсонобленерго». Головний герой відео — український енергетик (Олександр Кобзар), який під обстрілами продовжує працювати, згадуючи мирні часи з дружиною та донькою (Ксенія Баша та Вероніка Ольшана), чия доля залишається невідомою. Вже відзнявши кліп, режисер та оператор звернулися до The Hardkiss із проханням підібрати музику, а ті запропонували саме «00:00», яка описувала страх втрати близьких людей та бажання їх втримати. Кліп вийшов у жовтні 2023 року та став присвятою українським героям-енергетикам.

## Концертний тур

### Концертне шоу
The HARDKISS - Залізна ластівка (Live 2018. Палац Спорту. Київ) (1:47:53)
Список пісень: Intro • Антарктида • Астронавт • Stones • Free Me • Tony Talk • F*ck this beat • Make Up • Shadows of Time • Де ти є • Серце • Хто, як не ти • Море • Кораблі • Коханці • Complicity • Андромеда • Журавлі • Rain • Part of Me • Does It Feel • Perfection • Pibip • Мелодія • Прірва • Forever More • 00ː00 • Helpless
Презентація альбому «Залізна ластівка» відбулася 19 жовтня 2018 року на концерті в київському Палаці спорту. Подію відвідало близько 10 тис. глядачів, що стало найбільшим сольним виступом The Hardkiss. Підготовка до концерту тривала цілий рік, під керівництвом постановниць Марії Григоращенко, Наталії Ровенської та Наталії Лисенкової. За їхнім задумом, шоу-інсталяція мало показати «історію однієї планети, на якій серед руїн і монументальних залишків вічного з'являється місце для нового та глибокого простору, що заповнюється музикою». Основою сценографічних елементів стали механічні пристрої для зміни простору на сцені, відеосвітлова стеля розміром 200 м² та 600 світлових приладів. За дві години музиканти зіграли як пісні з нового альбому, так і вже відомі хіти, а Юлія Саніна змінила декілька сценічних образів, головний з яких — сріблястий костюм позаземного прибульця-гуманоїда.
Київський виступ «Залізна ластівка» приніс гуртові нагороду YUNA за найкраще концертне шоу 2018 року. В цій номінації The Hardkiss обійшли Pianoбоя (тур «На вершині»), Олю Полякову (шоу «Королева ночі»), гурти «Океан Ельзи» (концерт до Дня Незалежності) та «Скрябін» (концерт «Кузьма-50» у Львові). Телеверсію концерту гурт власноруч опублікував на YouTube.

### Перебіг турне
Концертний тур «Залізна ластівка» складався з двох частин та містив 39 виступів, що пройшли в 6 країнах світу. В жовтні 2018 року після шоу в Києві гурт завітав до інших міст України. Друга гілка турне стартувала в березні 2019 року з концертів в Польщі та Білорусі, після чого гурт два місяці знову подорожував Україною. Тур завершився в червні 2019 року трьома додатковими концертами в Нідерландах, Португалії та Іспанії, організованими українською діаспорою.
| Частина I (2018 рік) - 19.10 — Київ - 24.10 — Львів - 25.10 — Львів - 26.10 — Львів - 31.10 — Харків - 02.11 — Запоріжжя - 06.11 — Маріуполь - 07.11 — Кривий Ріг - 08.11 — Дніпро - 09.11 — Дніпро - 13.11 — Полтава - 19.11 — Одеса - 20.11 — Одеса - 21.11 — Миколаїв - 22.11 — Миколаїв | Частина II (2019 рік) - 03.03 — Вроцлав, Польща - 04.03 — Краків, Польща - 05.03 — Варшава, Польща - 07.03 — Мінськ, Білорусь - 10.03 — Житомир - 11.03 — Рівне - 12.03 — Ужгород - 13.03 — Луцьк - 06.04 — Чернігів - 07.04 — Суми - 08.04 — Кам'янське - 13.04 — Полтава - 13.04 — Черкаси - 15.04 — Кременчук - 16.04 — Кропивницький | - 01.05 — Хмельницький - 02.05 — Чернівці - 28.05 — Херсон - 29.05 — Бердянськ - 30.05 — Краматорськ - 31.05 — Дніпро Додаткові концерти - 21.06 — Гаага, Нідерланди - 22.06 — Лісабон, Португалія - 23.06 — Барселона, Іспанія |

### Галерея

Виступ в Харківському палаці спорту
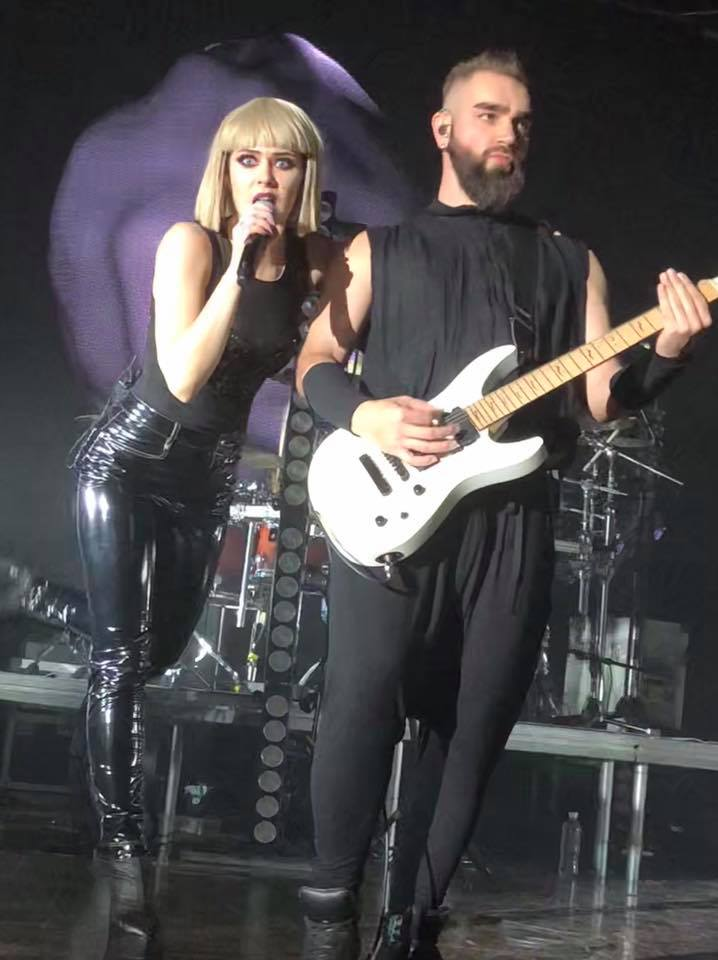
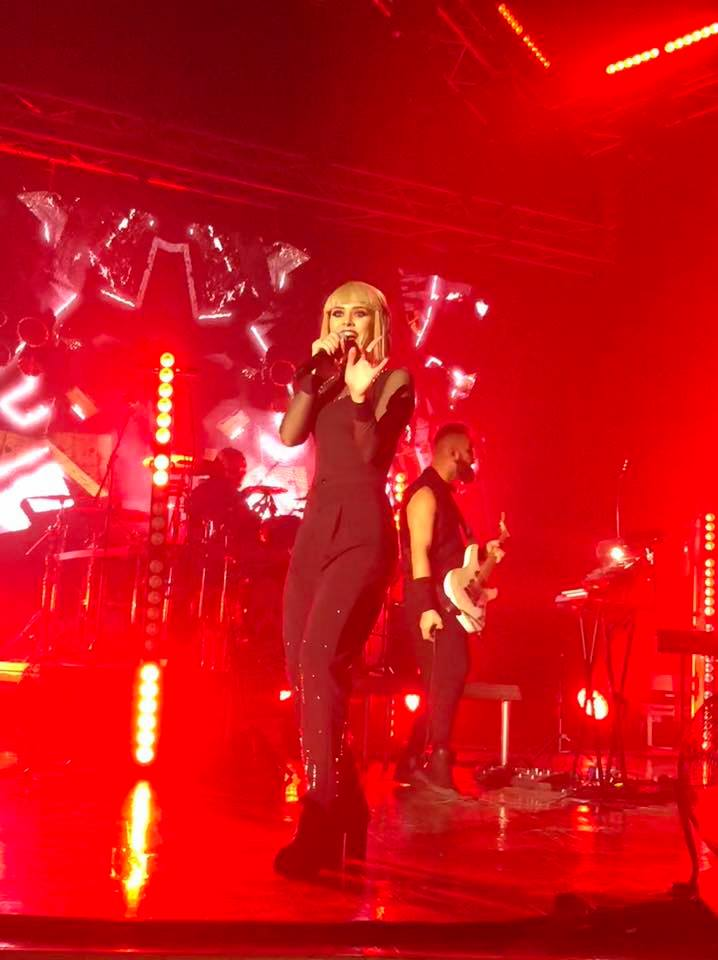
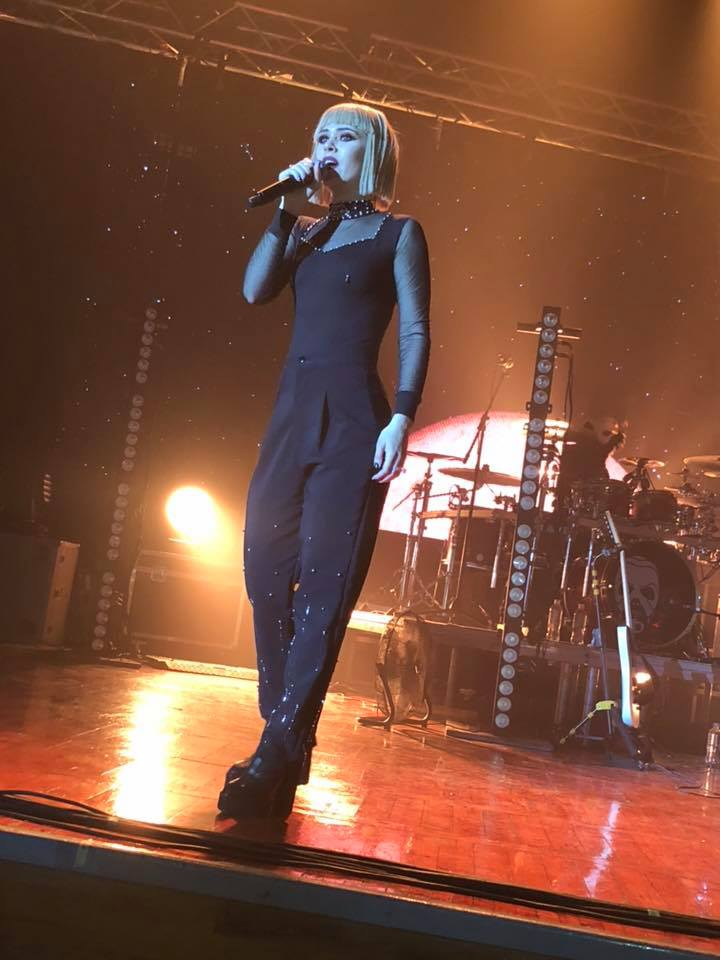
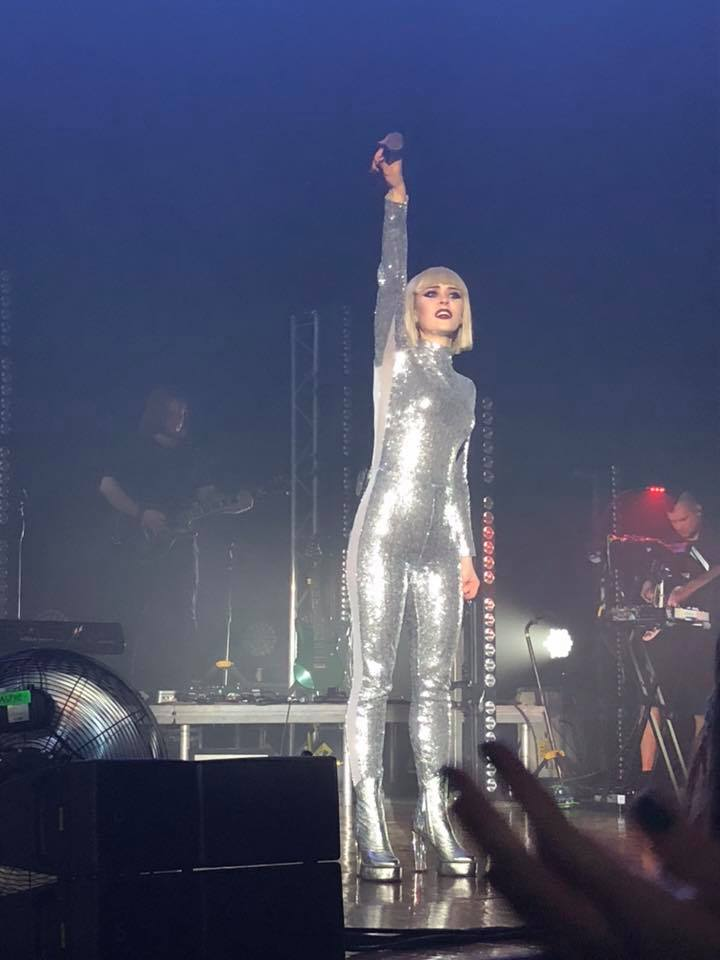
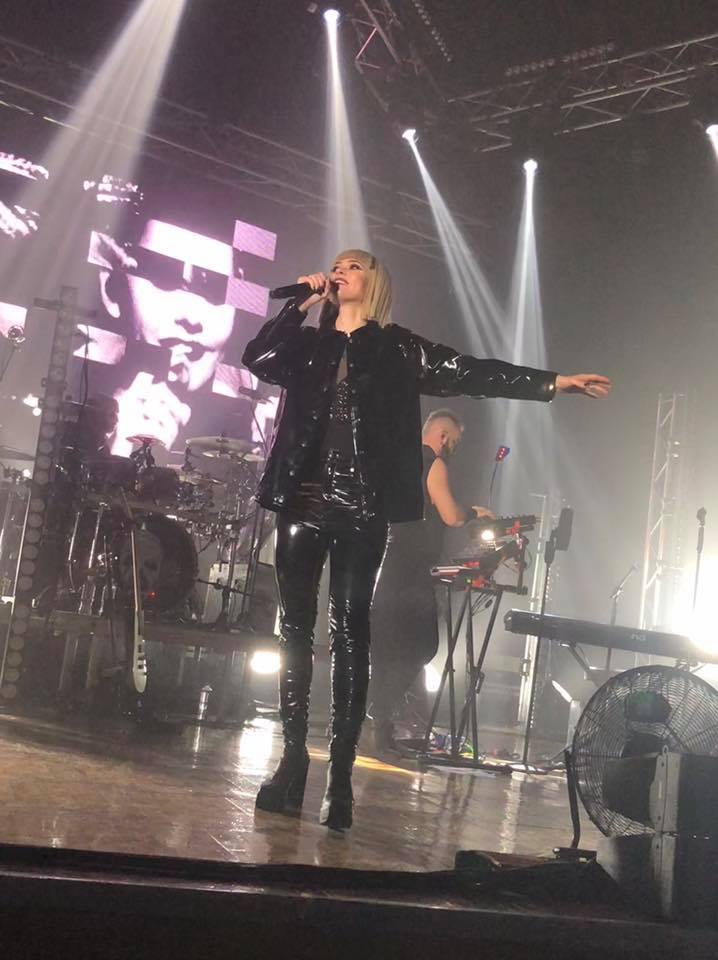

## Сприйняття

### Критичні відгуки
В день виходу альбому на сайті Karabas.Live з'явилася розлога рецензія Ігоря Панасова. Оглядач назвав альбом «захоплюючою подорожжю та бурею почуттів», відзначивши його українськомовні тексти та космічну тематику, але здивувався тому, що вкрай успішний колектив вирішив ризикнути, кардинально змінивши напрямок власної творчості: «Саме в тій точці, де успішні українські артисти звикли просто купувати солодке життя, гурт на чолі з Юлією Саніною кинув собі найгучніший виклик… прорвався з англомовними піснями, за півтора року змінив курс і став на голову вищим за себе колишнього».
В огляді на сайті Umka.com.ua «Залізну ластівку» назвали «кроком вперед у кількох напрямках одразу», відзначивши розширення жанрового діапазону, мелодекламації, тексти українською та наявність загальної концепції: «Але, на додаток до „космічного“ антуражу, це ще й просто низки живих образів, думок, емоцій — фрагментів нашого земного буття. Яскравих, болючих, інтимних, тендітних. Зрозумілих. Принаймні, людям».

### Рейтинги
«Залізна ластівка» потрапила до декількох рейтингів найкращих українських альбомів 2018 року. В онлайн-журналі Comma його поставили на 16 місце серед 20 найкращих альбомів року, назвавши «концептуальним блокбастером про космос і кохання, напакованим спецефектами — шумними олдскульними рифами, бронебійними барабанами, дзвінкими синтезаторними хвилями». На сайті Kasa.in.ua він потрапив до десятки релізів, якими запам'ятався 2018 рік, а в аналогічному списку, створеному інформаційним агентством «РБК-Україна», був охарактеризований як «дуже хороший альбом, в якому відчувається щирість емоцій і величезна кількість ретельно виконаної роботи одночасно».

### Нагороди
За підсумками 2017 року пісня «Журавлі» принесла гурту премії YUNA та «Золота Жар-птиця», а також «допомогла» вибороти M1 Music Awards 2017. Наступного року, вже після виходу «Залізної ластівки», The Hardkiss отримали ще три премії YUNA (найкращий рок-гурт, найкращий альбом та найкраще концертне шоу), поступившись за кількістю нагород лише MARUV, та премію «Золота жар-птиця». 
| Рік  | Премія           | Номінація                        | Пісня / Альбом                    | Результат | Дж.    |
| ---- | ---------------- | -------------------------------- | --------------------------------- | --------- | ------ |
| 2018 | YUNA             | Найкраща пісня українською мовою | The Hardkiss — «Журавлі»          | Перемога  | [ 44 ] |
| 2018 | YUNA             | Найкраща пісня                   | The Hardkiss — «Журавлі»          | Номінація | [ 44 ] |
| 2018 | Золота жар-птиця | Балада року                      | The Hardkiss — «Журавлі»          | Перемога  | [ 45 ] |
| 2019 | YUNA             | Найкращий альбом                 | The Hardkiss — «Залізна ластівка» | Перемога  | [ 35 ] |
| 2019 | YUNA             | Найкраще концертне шоу           | The Hardkiss — «Залізна ластівка» | Перемога  | [ 35 ] |
| 2019 | YUNA             | Найкраща пісня                   | The Hardkiss — «Кораблі»          | Номінація | [ 35 ] |
| 2019 | Золота жар-птиця | Балада року                      | The Hardkiss — «Кораблі»          | Перемога  | [ 43 ] |